# Liste der Grafen von Joigny

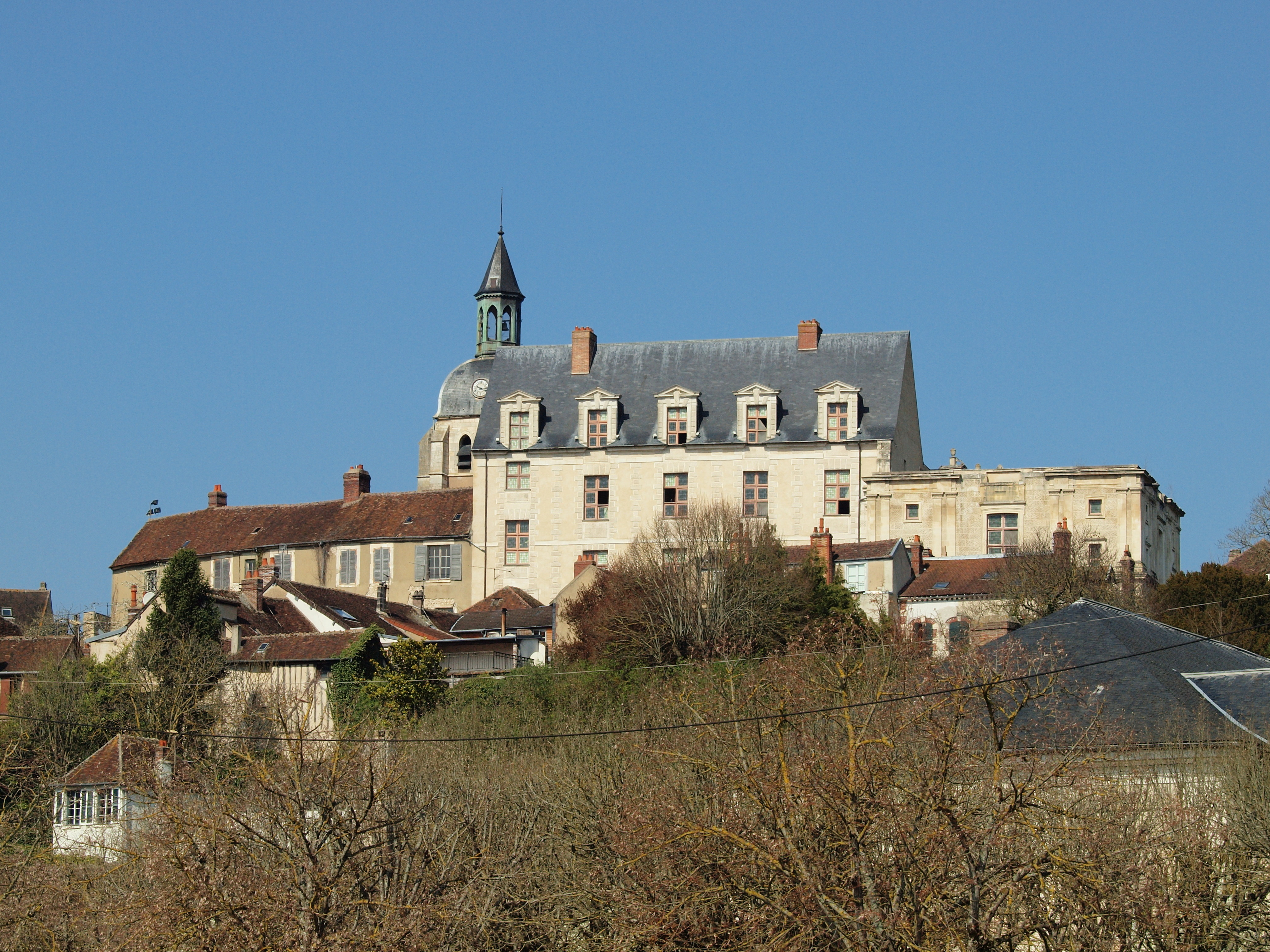
Schloss Joigny

Grafen von Joigny mit dem Hauptort Joigny im heutigen Département Yonne waren:

## Haus Joigny
- Geoffroy I., † um 1042, Graf von Joigny
- Geoffroy II., dessen Bruder?

- Étienne de Vaux, † um 1060
- Geoffroy III., † 1080, dessen Sohn
- Geoffroy IV., † 1095, dessen Sohn
- Renaud III., † 1150, dessen Sohn
- Gui, dessen Sohn
- Renaud IV., 1137/71 bezeugt, dessen Bruder
- Guillaume I., † 1221, dessen Sohn
- Pierre, † 1222, dessen Sohn
- Guillaume II., † vor 1248, dessen Bruder
- Guillaume III., 1248/61 bezeugt, dessen Sohn
- Jean I., X 1283, dessen Sohn
- Jean II., 1305 bezeugt, dessen Sohn
- Jeanne, † 1336, dessen Tochter;
  - ⚭ 1314 Karl I. (II.) von Valois, X 1346 in der Schlacht bei Crécy, 1326 Graf von Alençon, Chartres, Le Perche, Porhoet, Joigny (kinderlos)
- Simon de St. Croix, Enkel mütterlicherseits von Guillaume III.; Graf von Joigny 1336–1338; verkaufte seine Rechte an die Familie Noyers

## Haus Noyers
- Milon I. (VI.) „le Grand“, Graf von Joigny 1338/1346; † 1350; Herr von Noyers; Marschall von Frankreich
- Jean III. (I.) de Noyers, X 1361, Graf von Joigny, dessen Sohn
- Milon II. (IX.) de Noyers, † 1376, Graf von Joigny, dessen Sohn
- Milon III. (X.) de Noyers, † 1376, Graf von Joigny, dessen Sohn
- Jean IV. (III.) de Noyers, † 1393 auf dem Bal des Ardents, Graf von Joigny, dessen Sohn
- Louis de Noyers, † 1416, Graf von Joigny, dessen Bruder
- Marguerite de Noyers, † 1423, 1416 Gräfin von Joigny, dessen Schwester

## Haus La Trémoille
- Guy VII. de la Trémoille, † vor 1438, Graf von Joigny, deren Ehemann
- Louis de la Trémoille, † 1467, 1438 Graf von Joigny, dessen Sohn
- Jeanne II., † 1454, dessen Schwester, ⚭ Jean de Châlon-Arlay, Herr von Viteaux

## Haus Chalon
- Charles I., † 1485, Graf von Joigny, deren Sohn
- Charlotte, † ?, Gräfin von Joigny, dessen Tochter
  - ⚭ 1480 Adrien de St. Maure, Graf von Néelle, † 1504
  - ⚭ François d’Alègre, Seigneur de Precy

## Haus Saint Maure
- Jean V., † 1526, Graf von Joigny und Néelle, Sohn Charlottes aus erster Ehe
- Charles II., † ?, Graf von Joigny und Néelle, dessen Sohn
- Louis III., † 1572, Graf von Joigny und Néelle, dessen Bruder
- Charles III., † 1576, Graf von Joigny und Néelle, dessen Sohn
- Louise, † ?, Gräfin von Joigny und Néelle, Tochter von Jean V.
  - ⚭ 1536 Gilles II. de Montmorency-Laval, Vizegraf von Brosse, † 1559

## Montmorency
- Jean VI., † 1576, Graf von Joigny und Maillé, Marquis de Nesle, deren Sohn
- Guy, † 1590, Graf von Joigny, Marquis de Nesle, dessen Sohn
- Gabrielle, † 1616, Gräfin von Joigny, Schwester von Jean VI.

Gabrielle de Montmorency-Laval verkaufte 1606 ihre Rechte an Joigny der Familie Gondi.

## Haus Gondi
- 1603–1626: Philippe Emmanuel de Gondi, † 1662, Graf von Joigny, Marquis des Isles d’Or
- 1626–1676: Pierre de Gondi, † 1676, 3. Herzog von Retz, Graf von Joigny, dessen Sohn
- 1676–1677: Catherine de Gondi, † 1677, Gräfin von Joigny, dessen Witwe
- 1677–1716: Paule Marguerite Françoise de Gondi, † 1716, Gräfin von Joigny, Tochter der Vorgenannten
  - ⚭ François Emmanuel de Bonne de Créquy, 4. Herzog von Lesdiguières, † 1681 (Haus Blanchefort)

## Haus Neufville
- 1716–1730: François de Neufville, 2. Herzog von Villeroy, Graf von Joigny, Cousin ersten Grades des 4. Herzogs von Lesdiguières
- 1730–1734: Louis Nicolas de Neufville, 3. Herzog von Villeroy, Graf von Joigny, dessen Sohn
- 1734–1766: Louis François Anne de Neufville, 4. Herzog von Villeroy, Graf von Joigny, dessen Sohn
- 1766–1794: Gabriel Louis François de Neufville, 5. Herzog von Villeroy, 2. Herzog von Alincourt, Graf von Joigny, dessen Neffe

Am 24. April 1794 wurde der letzte Herzog von Villeroy und Graf von Joigny in Paris guillotiniert. Vier Jahre zuvor wurde die Grafschaft Joigny in das Département Yonne eingegliedert.